# 商店街振興組合法
商店街振興組合法（しょうてんがいしんこうくみあいほう、昭和37年5月17日法律第141号）は、商店街が形成されている地域において小売業またはサービス業に属する事業その他の事業を営む者等が協同して経済事業を行うとともに当該地域の環境の整備改善を図るための事業を行うのに必要な組織等について定めることにより、これらの事業者の事業の健全な発展に寄与し、あわせて公共の福祉の増進に資することに関する法律である。

## 構成
- 第一章　総則（第1条）
- 第二章　商店街振興組合及び商店街振興組合連合会 
  - 第一節　通則（第2条―第12条）
  - 第二節　事業（第13条―第19条）
  - 第三節　組合員及び会員（第20条―第33条）
  - 第四節　設立（第34条―第41条）
  - 第五節　管理（第42条―第71条）
  - 第六節　解散及び清算（第72条―第78条）
- 第三章　助成措置（第79条）
- 第四章　雑則（第80条―第89条）
- 第五章　罰則（第90条―第94条）
- 附則